# لیز رز
الیزابت وگنر (به انگلیسی: Elisabeth Wagner) (زادهٔ ۶ سپتامبر ۱۹۵۷)، که با نام لیز رز شناخته می‌شود، ترانه‌سرای موسیقی کانتری است که اغلب به‌خواطر همکاری با خواننده و ترانه‌سرای آمریکایی تیلور سوئیفت شناخته می‌شود.